# Uros
Az Uros régi magyar személynév, valószínűleg az úr szó -s kicsinyítőképzős származéka, de származhat az orvos szó régi alakjából is.

## Rokon nevek
- Oros:[1] az Uros alakváltozata, de lehet az Orbán beceneve is.[3]

## Gyakorisága
Az 1990-es években az Uros és az Oros szórványos név, a 2000-es években nem szerepelnek a 100 leggyakoribb férfinév között.

## Névnapok
Uros
- január 14.[2]
- január 17.[2]
- december 1.[2]

Oros
- január 17.
- december 1.
- december 19.

## Híres Urosok, Orosok
- I. István Uroš szerb király (1223 – 1277)
- II. István Uroš szerb király (1253 – 1321)
- III. István Uroš szerb király (1276 – 1331)
- IV. István Uroš szerb cár (1308– 1355)
- V. István Uroš szerb cár (1336-1371)
- Uroš Predić (1857 – 1953) az egyik legnagyobb hatású akadémikus (realista) szerb festője.
- Uros Vilovski szerb kézilabdázó.
- Uros Veselic szlovén labdarúgó.